# Arthur Leonard Schawlow
Arthur Leonard Schawlow (ur. 5 maja 1921 w Mount Vernon, zm. 28 kwietnia 1999 w Palo Alto) – amerykański fizyk, noblista.

## Życiorys
Jego matka, Helen Mason, pochodziła z Kanady, a ojciec, Arthur Schawlow, był emigrantem z rosyjskiej guberni inflanckiej. W roku 1924 przeniósł się wraz z rodzicami do Toronto, gdzie ukończył szkołę i studia na Uniwersytecie (przerwane przez II wojnę światową). Po wojnie uzyskał tytuł doktora na Uniwersytecie w Toronto i jesienią 1949 wyjechał na staż podoktorski na Uniwersytecie Columbia. Tam współpracował m.in. z Charlesem Townesem. W latach 1951–1961 pracował w Bell Labs, a od roku 1961 na Uniwersytecie Stanforda, aż do roku 1996.
W 1981 roku otrzymał, wraz z Kai Siegbahnem i Nicolaasem Bloembergenem, Nagrodę Nobla w dziedzinie fizyki za wkład do rozwoju mikroskopii laserowej i elektronowej wysokiej rozdzielczości.
W roku 1951 poślubił młodszą siostrę Townesa – Aurelię. Mieli troje dzieci: córki Helen i Edith oraz syna Arthura Jr. Arthur był dzieckiem autystycznym z bardzo małą zdolnością mowy. Schawlow silnie zaangażował się w działania na rzecz rodzin dzieci autystycznych. Promował m.in. kontrowersyjną metodę tzw. komunikacji uproszczonej (ang. facilitated communication). Jego syn przebywał w ośrodku w miejscowości Paradise, od 1999 roku nazwanym Arthur Schawlow Center. W roku 1991 Aurelia Schawlow, jadąc w odwiedziny do syna, uległa wypadkowi samochodowemu i zmarła.
Zmarł w roku 1999 na białaczkę.

## Nauka i religia
Schawlow był protestantem, podkreślał znaczenie Nowego Testamentu w swoim życiu. Uważał, iż nie ma konfliktu między wiarą i nauką, zaś Bóg stanowi odpowiedź na pytanie o początek wszechświata.